# 埃爾克城 (愛達荷州)
埃爾克城（英語：Elk City）是位於美國愛達荷州愛達荷縣的一個人口普查指定地區。

## 地理
埃爾克城的座標為45°49′37″N 115°26′12″W / 45.82694°N 115.43667°W，而該地最高點為海拔高度1221米（即4006英尺）。

## 人口
根據2010年美國人口普查的數據，埃爾克城的面積為6.50平方千米，當中陸地面積為6.49平方千米，而水域面積為0.01平方千米。當地共有人口202人，而人口密度為每平方千米31.08人。